# Bildschirmmedien
Bildschirmmedien sind elektronische Medien, deren Inhalt überwiegend optisch wahrgenommen werden.
Beispiele dafür sind das Fernsehen, DVD, das World Wide Web und die MMS und SMS sowie die Mail am Computer oder Mobiltelefon.